# Opoczna Góra
Opoczna Góra – przysiółek wsi Dąbrowa-Bór w Polsce położony w województwie lubelskim, w powiecie kraśnickim, w gminie Kraśnik. W latach 1975–1998 administracyjnie należał do województwa lubelskiego. Nazwa "Opoczna Góra" wywodzi się od wzgórza, które oddziela osiedle Budzyń, jako część Kraśnika wraz z obwodnicą oraz wieś Dąbrowa-Bór. Wzgórze wznosi się na wysokość 266 m n.p.m. i stało się dogodną lokalizacją dla elektrowni wiatrowych.